# Leucochthiphila photophila
Leucochthiphila photophila är en tvåvingeart som beskrevs av Tanasijtshuk 1996. Leucochthiphila photophila ingår i släktet Leucochthiphila och familjen markflugor. Inga underarter finns listade i Catalogue of Life.